# William Wright (botaniker)
William Wright, född i mars 1735 i Crieff, Perthshire, död den 19 september 1819 i Edinburgh, var en skotsk läkare och botanisk samlare. Auktorsnamnet W.Wright kan användas för William Wright (botaniker) i samband med ett vetenskapligt namn inom botaniken; se Wikipediaartiklar som länkar till auktorsnamnet.
Wright blev 1757 skeppsläkare för en valfångstexpedition till Grönland, begav sig 1765 till Jamaica för läkarverksamhet och botaniska insamlingar, vistades 1777-79 i Skottland, blev medicine doktor, reste för andra gången till Jamaica 1779 och tillfångatogs därvid av spanjorerna, var 1782-85 generalläkare på Jamaica, där han med Olof Swartz bistånd hopbragte nya samlingar, innehade 1796-98 samma befattning på Barbados och levde därefter i Edinburgh, sysselsatt med läkarpraktik och sina stora västindiska växtsamlingar.